# Kukra Hill
Kukra Hill est une municipalité nicaraguayenne de la région autonome de la Côte caraïbe sud.